# Lani Yamamoto
Lani Yamamoto, född 1965, är en amerikansk-isländsk författare.
Lani Yamamoto har studerat psykologi och teologi och har arbetat som filmredaktör i Boston i USA. Hon bor och arbetar i Reykjavik i Island. Hon nominerades till Nordiska rådets pris för barn- och ungdomslitteratur 2014 för sin första barnbok på isländska. Stina Stórasæng (Stína stortäcke).